# Paułauka (rejon mohylewski)
Paułauka (biał. Паўлаўка; ros. Павловка) – wieś na Białorusi, w obwodzie mohylewskim, w rejonie mohylewskim, w sielsowiecie Mastok, nad Dnieprem.